# Macrotera crassa
Macrotera crassa är en biart som först beskrevs av Timberlake 1958.  Macrotera crassa ingår i släktet Macrotera och familjen grävbin. Inga underarter finns listade i Catalogue of Life.